# Zinktrifluormethansulfonat
Zinktrifluormethansulfonat ist eine chemische Verbindung des Zinks aus der Gruppe der Sulfonate und Salz der Trifluormethansulfonsäure.

## Gewinnung und Darstellung
Zinktrifluormethansulfonat Es kann durch Reaktion von Trifluormethansulfonsäure mit Zink in Acetonitril oder mit Zinkcarbonat in Methanol hergestellt werden.
{\displaystyle {\ce {Zn + 2 TfOH -> Zn(OTf)2 + H2}}}
{\displaystyle {\ce {ZnCO3 + 2 TfOH -> Zn(OTf)2 + H2O + CO2 (OTf = CF3SO3)}}}

## Eigenschaften
Zinktrifluormethansulfonat ist ein weißes, kristallines Pulver, das löslich in Wasser ist.

## Verwendung
Zinktrifluormethansulfonat wird häufig als Lewis-saurer Katalysator für eine Reihe von Reaktionen (zum Beispiel bei Silylierungen und der Biginelli-Reaktion) verwendet.